# 沒在怕 (莉莉·艾倫歌曲)
- 關於阿姆的歌曲，請見「沒在怕 (阿姆歌曲)」。

〈沒在怕〉是英倫歌手莉莉·艾倫第二張個人專輯《干我屁事》的首波主打單曲，由艾倫及格萊格·科爾斯汀共同寫成。雖然專輯原先預計由"Everyone's At It"（每個人都沉迷其中）作為《干我屁事》的首波主打歌，然而最終仍選定"The Fear"，並於2009年1月26日由Regal Recordings發行。原始版本早在2008年4月便在網路上流傳開來。歌曲本身融合電音元素，而歌詞主要內容在描述名人生活的掙扎和矛盾，並有多處針對英國著名報社的隱喻和諷刺。
多數評論家皆對於歌曲本身所暢談的物質主義給與正面評價，雖然部份樂評家認為整首歌有如老調重彈，不外乎是試圖淡化艾倫於近年來與平面媒體之間的糾紛。歌曲打進了澳大利亞及歐陸許多國家公信榜前20名，並連續四周於英國單曲排行榜取得第一名的成績。這也是莉莉·艾倫第二首取得北美公信榜Billboard Hot 100排名的單曲。
歌曲的音樂錄影帶主要以夢幻場景為基底，在片中艾倫有多處場景與大型禮物盒及氣球隨行共舞，並有許多打扮成男管家的舞者一同伴舞。音樂錄影帶主要取景於貝德福德郡的韦斯特花园，片頭於有篷馬車開始，然後場景轉移到一間美輪美奐的莊園別墅，與陰沈的天色形成對比。這首歌首先在BBC Radio 1上於The Scott Mills Show現場獨家播放，此外艾倫也在她個人的2009 concert tour中演唱此曲。"The Fear"奪下2009年Q Awards的最佳單曲(Best Track)，並替艾倫奪下2010年Ivor Novello Awards兩項大獎。
在台灣，這首單曲首先於2008年12月4日至12月7日在ICRT上首譒。

## 創作背景與編曲
在選定《干我屁事》的首波主打歌時，原本預計由"Everyone's At It"（每個人都沉迷其中）擔崗，但最終仍決定以"The Fear"作為專輯主打歌曲。在討論整張專輯的製作過程中，莉莉·艾倫提到了她個人希望能作出「更有張力，且更為縹緲而真實的歌曲。[...] 我認為我自己在許多方面已經成長了不少，期待新專輯能忠實的反映出來。」艾倫起初於2008年4月在她的MySpace個人頁面上發表了"I Could Say"和這首歌的原始版本，當時的歌名取為"I Don't Know"（我不曉得）。在提及這首歌的創作靈感時艾倫如此說道：
|  | 讓我來告訴你們這首歌的靈感來自哪兒。當時我ㄧ個人獨自在英倫鄉間小鎮的巷子裡散步，那時有一個年約八、九歲的小女孩和她母親與我擦肩而過，那個小女孩身上穿著高腰熱褲，以及一件小露肚裝。當時我心裡只有一個想法就是，『那樣不好。』我彷彿能夠預測那個小女孩五年後的樣子，長大後她身著偶像的裝扮，極切地渴求眾人的目光，一心只想變得更有名。這其中必定和有我所成長的環境和文化有關，而那絕非是我所認可的價值觀。但在此同時，我却又深切體會到我自己此時此刻便處於這個文化圈當中—對此我卻無法坦然認同。 |

在編曲方面，艾倫採用了一種較為成熟的電子流行樂形式，一般公認為是一種「有活力而圓滑的電子舞曲背襯。」其中包含了「一連串柔順的合成音」，整首歌曲「令人聞之起舞而又稍帶迷幻色彩」。歌曲本身為四四拍子，F大調，每分鐘拍節數136下。在歌詞上，主要以一名未成名的年輕女演員為出發點，針對物質主義大肆抨擊，並針對遍及社會各處的消費欲及一夜成名的謬思加以描寫。歌詞當中的一句"I'll look at the sun and I'll look in the mirror"，一般認為是對於英國通俗小報《太陽報》(The Sun)和《每日鏡報》(The Mirror)的隱喻，因為這兩家報社時常報導艾倫的八卦新聞。

## 市場表現
"The Fear"首發時登上英倫單曲排行榜(UK Singles Chart)168名，一週後，於2009年2月1日從167名上攀至首位，擠下女神卡卡的冠軍單曲"Just Dance"。女神卡卡對此發表聲明道:「我時常聽莉莉的音樂，恭喜她成功取代我奪下冠軍寶座。每當有女性歌手榮登冠軍寶座時我總是十分欣悅，而我也不想只有我一人獨撐大局。我認為流行音樂又再度恢復昔日的光榮了，對於艾倫的新紀錄我樂見其成，其無疑代表了流行音樂文化的徵榮。」該曲在該月於英國單曲排行榜上蟬連四周冠軍，直到3月1日時被Kelly Clarkson的"My Life Would Suck Without You"擠下。這首單曲順利替艾倫摘下第二座英倫單曲冠軍寶座，她的第一首冠軍單曲是2006年的出道單曲"Smile"。在該單曲蟬連單曲榜三週首位的同時，艾倫的第二張個人專輯《干我屁事》也登上了英倫專輯排行榜(UK Albums Chart)首位。對此艾倫談到:「真的很榮幸同時榮登雙榜。尤其此時此刻一年一度的音樂盛事全英音樂獎頒獎典禮正大張旗鼓進行中。」在澳大利亞艾倫也屢屢創下佳績，十周蟬連前十名，並奪下3名的最高名次，該單曲為澳洲唱片業協會正式頒布之白金級認證單曲。
該單曲在歐洲創下了不錯的佳績，在歐陸各國排行榜中皆擠進前20名。該單曲也榮登European Hot 100第3名。
在北美榜當中，"The Fear"的表現則不如上述各國，在Billboard Hot 100中排名80名，也成為該收錄專輯在美國排行榜中的唯一一首單曲。雖然排名表現不如預期，但該單曲仍成為艾倫的第1首Hot Dance Club Play金榜單曲，該名次維持了一週。在加拿大，該單曲首先登上2008年後半季排行榜第57名，雖然之後連續7週被擠出榜外，但在2009年又重回榜上並取得33名。該單曲共售出20,000張，被加拿大唱片業協會正式認可為金級認證唱片。

## 音樂錄影帶
該單曲的音樂錄影帶主要取景於貝德福特郡的雷斯特花園，由Nez執導。該音樂錄影帶於2008年12月由Channel 4在英國首播。片頭由有篷馬車的窗前帶艾倫入鏡，車旁懸著一曬衣繩，上頭掛有內衣和泰迪熊玩偶。當她離開該場景後，她身上所穿衣物終於映入眼簾，由上而下為為一連身披風裙上頭束有一蝴蝶結以及高跟鞋。回到有篷馬車門前後，裡頭場景突然轉換至一裝飾華麗的英國莊園別墅內，副歌從她走下至主廳後開始，她身旁環繞著成群男僕總管，各個步調一致並開始與艾倫共舞。其後她走上階梯而鏡頭帶入另一個場景，一間擺設華麗的臥室內艾倫坐在梳妝鏡前，四周滿遍洋裝、座燈、玩具及杯形蛋糕。場景再度轉換，艾倫走進一間放滿五顏六色的花俏禮物盒房內，突然間所有禮物盒皆動了起來，底座露出一雙人腿，開始在四周旋轉，而艾倫則加入牠們。之後當她再度走下階梯來到先前經過的大廳時，她離開別墅大門，音樂隨之轉變為較沈寂而嚴肅，這時螢幕上出現的歌詞是: "Forget about guns and forget ammunition/'Cause I'm killing them all on my own little mission/Now I'm not a saint but I'm not a sinner/Now everything is cool as long as I'm getting thinner"。之後愉悅生動的視覺鋪陳再度出現，然後進入副歌。艾倫走向莊園別墅的入口，身旁圍繞著舞動的汽球及男僕管家們欣喜地蹦跳著舞步，一同埋入七彩的煙霧當中。鏡頭緩緩向外帶出，整座莊園被繫上一大緞帶，並與背景涽灰而稍帶憂鬱的天色相互映襯。艾倫提及她希望音樂錄影帶能反映出歌曲當中的諷刺成分。

該音樂錄影帶拍攝共花費了5萬英鎊。在拍攝期間，MTV為該音樂錄影帶作了一系列幕後專訪，在訪談中艾倫說道：
|  | 我希望能為自己編一支舞出來，雖然實際上我並沒有編出什麼舞步來，是其他人負責伴舞，但我是其中的一部份。我覺得在這個行業裡大家都認為女生就是得在鏡頭前跳舞，但我對於跳舞這件事實在不在行。 其實我覺得跳舞真的很令我焦躁不安，因為當我在寫歌時，其實不會去考慮到音樂錄影帶當中該怎麼傳達。不過我覺得很有趣，在這音樂錄影帶當中有很多五顏六色的場景，以及許多舞步。而它們不約而同地皆反應了這首歌的精神。 |

## 現場演出
在受邀至Scott Mills主持的BBC直播秀時，艾倫提到了她面對狗仔隊的親身經歷，並於節目中首度演唱此曲。其他現場演出還包括了BBC 2的Sound，偕同來賓還有Nick Grimshaw及Annie Mac。此外，還有與Jonathan Ross在Friday Night的演出，以及Orange unsignedAct,和 The Sunday Night Project。
2009年2月，艾倫受邀至NBC談話節目The Today Show，她在節目訪談結束後一併表演了這首曲子。同月，她受邀參加美國著名脫口秀The Ellen DeGeneres Show，當她在表演之餘DeGeneres則隨機將該專輯發送給現場來賓。 之後，艾倫和DeGeneres錄唱了另一版本的Britney Spears（小甜甜布蘭妮）單曲"Womanizer"。
艾倫將這首歌收錄至她的2009 concert tour曲目中，作為安可曲目。"The Fear"也在2010年的全英音樂獎頒獎典禮當中作為開場曲表演。艾倫在場中坐在一架懸掛在空中的火箭，並身著一件黑色緊身內衣。 她之後再度與身著粉紅迷彩裝的傘兵和手推銀漆嬰兒車的婦女們一同登台表演。

## 曲目及內容格式
| - 數位下載 1. "The Fear" — 3:26 2. "Fag Hag" — 2:57 3. "Kabul Shit" — 3:45 - UK/AUS CD單曲 1. "The Fear" — 3:26 2. "Fag Hag" — 2:57 - 7" vinyl A. "The Fear" — 3:26 B. "Kabul Shit" — 3:45 | - 12" vinyl 1. "The Fear" (Fearless Mix) 2. "The Fear" (Runnin' Mix) - 混音CD 1. "The Fear" (Original Mix) — 3:26 2. "The Fear" (StoneBridge Radio Edit) — 3:26 3. "The Fear" (Wideboys Prime Time Radio Edit) — 3:56 4. "The Fear" (Dresden & Johnston Radio Edit) — 3:35 |

## 幕後人員
- 主唱 — Lily Allen
- 編曲 — Lily Allen and 格萊格·科爾斯汀
- 製作 — Greg Kurstin
- 助理錄音技師 — Alex Dromgode
- 混音 — Greg Kurstin
- 樂曲母片 — Geoff Pesche
- 餘項管理 — Todd Interland

## 排名與銷售量榜
| 排行榜 (2009)                      | 最高名次 |
| ---------------------------------- | -------- |
| Australian ARIA Singles Chart      | 3        |
| Austrian Singles Chart             | 20       |
| Belgian (Flanders) Singles Chart   | 6        |
| Belgian (Wallonia) Singles Chart   | 5        |
| Canadian Hot 100                   | 33       |
| Danish Singles Chart               | 20       |
| Dutch Top 40                       | 29       |
| European Hot 100                   | 3        |
| Finnish Singles Chart              | 14       |
| French Singles Chart               | 15       |
| German Singles Chart               | 12       |
| Irish Singles Chart                | 5        |
| Japan Hot 100 Singles              | 9        |
| New Zealand Singles Chart          | 14       |
| Swedish Singles Chart              | 30       |
| Swiss Singles Chart                | 14       |
| UK Singles Chart                   | 1        |
| U.S. Billboard Hot 100             | 80       |
| U.S. Billboard Pop 100             | 39       |
| U.S. Billboard Hot Dance Club Play | 1        |

| 國名      | 認證資格         | 銷售量  |
| --------- | ---------------- | ------- |
| Australia | Platinum(白金級) | 70,000+ |
| Canada    | Gold(金級)       | 20,000+ |

| 排行榜                   | 名次 |
| ------------------------ | ---- |
| Australian Singles Chart | 22   |
| UK Singles Chart         | 8    |

| 前任者： "Just Dance" by Lady Gaga featuring Colby O'Donis | UK Singles Chart number-one single 2009年2月1日 - 2009年2月28日                   | 繼任者： "My Life Would Suck Without You" by Kelly Clarkson    |
| 前任： "Diva" by Beyoncé                                   | U.S. Billboard Hot Dance Club Play number-one single 2009年4月4日 - 2009年4月11日 | 繼任： "God In Me" by Mary Mary featuring Kierra "KiKi" Sheard |

## 外部連結
- "The Fear" lyrics（页面存档备份，存于） MTV